# Hans Keller
Hans Keller (Haarlem, 2 februari 1937 - Amsterdam, 19 december 2019) was een Nederlands journalist, scenarioschrijver, regisseur, producent en documentairemaker.

## Biografie

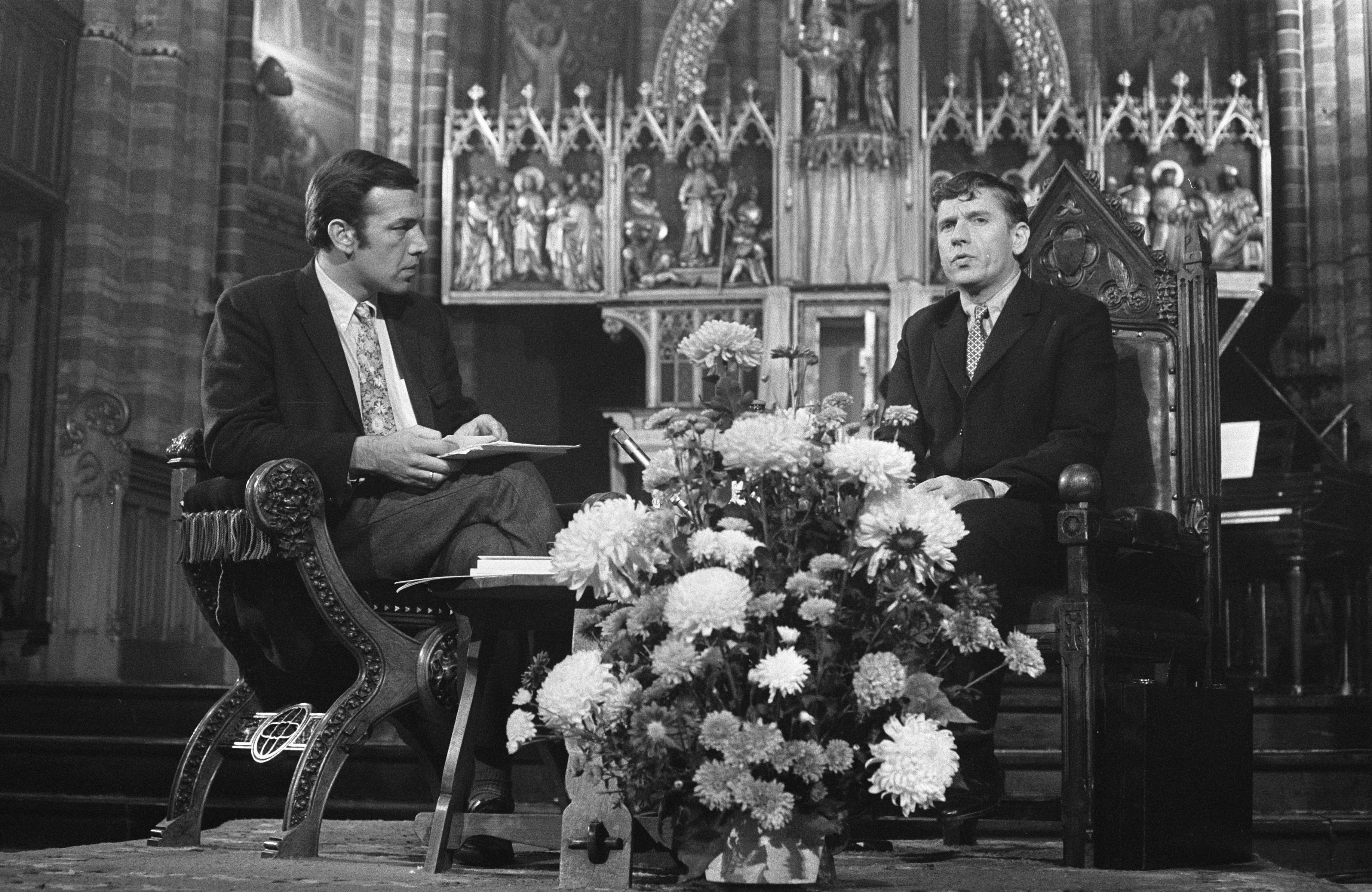
Keller interviewt Reve in de Vondelkerk i.v.m. de toekenning van de P.C. Hooftprijs (1969)

Hans Keller werd in 1937 in Haarlem geboren en groeide op in wat hij noemde de benauwde jaren veertig en vijftig. Na de middelbare school wilde hij aanvankelijk naar de toneelschool. Na zijn militaire dienst in 1957 koos hij echter voor de journalistiek. Hij begon als leerling-journalist van de Volkskrant. Al snel stroomde hij door naar de kunstredactie en werd hij televisierecensent. Hij schreef er onder het pseudoniem Verrekijker. Hij was, samen met Henk Schaafsma van de Nieuwe Rotterdamse Courant en Han G. Hoekstra van Het Parool, in 1961 initiatiefnemer achter de uitreiking van de Zilveren Nipkowschijf. 
Van 1962 tot 1964 maakte hij voor de AVRO het tv-programma Literaire ontmoeting. Hij nam er ontslag omdat het Remco Campert op 27 mei 1964 verboden werd zijn gedicht Niet te geloven voor te lezen met daarin de zinsnede "Alles zoop en naaide, / heel Europa was één groot matras". AVRO-directeur Ger Lugtenburg verzette zich tegen het door Campert uitspreken van het woord "naaide". Keller en zijn redactieleden weigerden echter het gedicht uit het programma te halen, waardoor de hele uitzending geschrapt werd.
Tussen 1964 en 1968 maakte hij een aantal tv-documentaires voor het KRO-programma Kijk op kunst. Uit protest tegen het ontslag van tv-journalist Frits van der Poel vertrok hij bij de KRO per 1 januari 1969. In 1969 ging hij werken voor de VPRO waar hij elf jaar lang gezichtsbepalende informatieve en kunstprogramma's voor de televisie maakte, waaronder het in Nederland bekende Het Gat van Nederland (1972-1973, 1977 en 1978), waaraan ook Kees van Kooten en Wim de Bie, als satirici, en o.a. cameraman Jochgem van Dijk, Hans Verhagen, Theo Uittenbogaard, Frank Wiering, en Ad 's-Gravesande, als makers, meewerkten.  Hij kreeg voor Het Gat van Nederland in 1973 een Nipkowschijf. 
Door de jaren heen heeft hij een indrukwekkende hoeveelheid tv-documentaires gemaakt, later onder het motto: "Alleen op de Wereld". Zo maakte hij in 1993 met de dichter Remco Campert Hotel Atonaal. Rendez-vous der Vijftigers, over de dichters van deze literaire stroming en het Nederland van die jaren. Tot de laatste uitzending op 28 december 2014 was hij de maker van de door de VPRO-tv uitgezonden Dode dichters almanak, waarin de, inmiddels dode, dichters zelf - vaak in zwart/wit - uit eigen werk een stukje voorlazen.  
In 1983 was Keller redacteur van het literair tijdschrift De Revisor.

## Prijzen
- 1973 - Zilveren Nipkowschijf (tv-seizoen 1972/1973) voor Het Gat van Nederland,
- 2001 - L.J. Jordaanprijs
- 2005 - Laurens Janszoon Costerprijs

## Gedeeltelijke filmografie
- 1967-1968 - Kijk op kunst (documentaire, KRO)
- 1968 - Louis Paul Boon (documentaire, KRO)
- 1969 - Gerard Kornelis van het Reve
- 1970 - Multatuli
- 1970 - Joris Ivens (documentaire, VPRO)
- 1970 - Was er nog wat?
- 1971 - Berichten uit de samenleving
- 1971 - De twintiger en dertiger jaren (documentaireserie, samen met Jan Blokker, VPRO)
- 1972 - Mississippi is niet meer wat het geweest is
- 1973 - Terugkeer naar het zilvermeer
- 1973 - Het Gat van Nederland
- 1975 - Eldorado
- 1975-1976 - Machiavelli
- 1977 - Vastberaden, maar soepel en met mate
- 1977 - Het Gat van Nederland revisited
- 1981 - Over de Brug
- 1982? - Berlijn - de zon is geel
- 1982 - Amsterdam – de ontstelde ruimte
- 1983 - Rembrandt & Co
- 1984 - Dag en nacht: een etmaal in Amsterdam
- 1986 - Geschiedenis van een tocht
- 1984-1987 - Nederland C
- 1987 - Sporen aan de kust
- 1988 - Amsterdam, Montana
- 1989 - De voorgeschiedenis
- 1990 - Naar Mozambique
- 1991 - De sprong naar het zuiden
- 1991 - Twee weken in een ander stadje/Revisited
- 1991 - Sjarov in Holland
- 1992 - Verhalen over de kleuren van Europa
- 1992 - De uitvinding van Amerika
- 1993 - Hotel Atonaal: rendez-vous der vijftigers (documentaire, samen met Remco Campert)
- 1994 - Voetnoten bij een Oeuvre (over de filmer Herman van der Horst) (documentaire, NOS)
- 1994 - Joseph Roth’s Grosse-Welt-Bioskop-Theater (documentaire, VPRO / SFB / Arte)
- 1995 - Bad girls of music (documentaire, NPS)
- 1995 - Thema: herinneringen aan Nederland (documentaire, VPRO)
- 1996 - Het alfabet van Remco Campert (documentaire, VPRO)
- 1997-1998 - Verhalen uit het land van de voldongen feiten (drama, VPRO)
- 1998 - Cesare Pavese
- 1999 - Spiegelbezoek
- 2000 - In de tijdmachine door Japan (documentaire, VPRO)
- 2000 - Daar aan het eind van de gang (over het Ferrara van Giorgio Bassani 1916-2000)
- 2001 - De vrouw met de camera: Letizia Battaglia
- 2002 - Im Netty Rosenfeld
- 2002 - De vergeten personages van Han Bentz van den Berg (documentaire, VPRO)
- 2003 - Casa Malaparte
- 2007 - Het bewolkte bestaan van Louis van Gasteren (portret, VPRO)
- 2008 - Kees Fens, erfgenaam van een lege hemel (documentaire, VPRO)